# Open Virtualization Format
OVF (Open Virtualization Format) — открытый стандарт для хранения и распространения виртуальных машин.
Стандарт описывает открытый, переносимый, расширяемый формат для распространения образов виртуальных машин. Стандарт OVF не привязан к какой-либо реализации гипервизора или аппаратной архитектуре.

## Предназначение
Пакет OVF состоит из нескольких файлов, расположенных, как правило, в одном каталоге. Пакет всегда содержит ровно один файл описания с расширением .ovf. Это XML-файл, описывающий упакованную виртуальную машину и содержащий метаданные пакета, такие, как название, аппаратные требования, ссылки на другие файлы в пакете и описания. Кроме файла описания, пакет OVF обычно содержит один или несколько образов диска и может включать файлы сертификатов и другие файлы.
Весь каталог может быть распространен в виде пакета Open Virtual Appliance (OVA), который представляет собой файл архива TAR с внутренним каталогом OVF.

## История развития
Разработка стандарта OVF была начата в сентябре 2007, у истоков стояли такие компании, как Dell, Hewlett-Packard, IBM, Microsoft, VMware и Xen.
ANSI ратифицировали версию OVF 1.1.0 как собственный стандарт INCITS 469—2010.
Поддерживается в:
- VirtualBox от Oracle;
- VMware ESX, VMware Workstation от VMWare.

## Перенос виртуальных машин между различными системами виртуализации
Для переноса виртуальных машин с одной системы виртуализации на другую производители указанных систем, такие как VMWare, Microsoft, выпускают специальные инструменты, например, VMWare Converter и Microsoft Virtual Machine Converter соответственно.
При отсутствии специальных инструментов можно выполнить перенос виртуальных машин вручную, однако при этом необходимо учитывать их особенности.